# Březová (Uherské Hradiště)
Březová (in tedesco Bresowa) è un comune della Repubblica Ceca facente parte del distretto di Uherské Hradiště, nella regione di Zlín.